# Trígraf
Un trígraf (del grec τρεῖς, (transliterat com treîs, 'tres', i γράφω, grapho, 'escriure') és un grup de tres (tri-) lletres (-graf) que representen un sol so. En català no existeix cap trígraf. Un exemple de trígraf és el sufix francès «-eau», que es pronuncia /o/ en català. Per la seva banda, en alemany s'usen les lletres «sch» per a representar /ʃ/ (que en anglès és representat per «sh» i en francès «ch»), com per exemple en el cas del cognom Schumann: això és així perquè, en alemany estàndard, el dígraf «ch» (AFI: /ç/) té un so similar a la j castellana (AFI: /x/). Així mateix, en el mateix idioma francès, així com en el portuguès, es fa servir el trígraf «tch» per a representar el so africat de la tx catalana (o el de la paraula anglesa church, IPA: tʃ), com es pot observar en el cas de les transcripcions d'alguns termes geogràfics, per exemple Txad o Tchécoslovaquie/Txecoslovàquia.